# Wicekrólowie Nowej Hiszpanii

## Lista gubernatorów Indii
- 1492–1499 – Krzysztof Kolumb
- 1499–1502 – Francisco de Bobadilla
- 1502–1509 – Nicolás de Ovando
- 1509–1518 – Diego Colón (gubernator, od 1511 wicekról)
- 1518–1524 – Diego Velázquez de Cuéllar (gubernator generalny Kuby)

## Lista gubernatorówNowej Hiszpanii
- 1521 – Hernán Cortés
- 1521 – Cristóbal de Tapia
- 1521–1524 – Hernán Cortés
- 1524 – Alonso de Estrada, Rodrigo de Albornoz, Alonso de Zuazo
- 1524–1525 – Gonzalo de Salazar, Pedro Almíndez Chirino, Alonso de Zuazo
- 1525 – Gonzalo de Salazar, Pedro Almíndez Chirino, Alonso de Estrada, Rodrigo de Albornoz, Alonso de Zuazo
- 1525 – Gonzalo de Salazar, Pedro Almíndez Chirino, Alonso de Zuazo
- 1525–1526 – Gonzalo de Salazar, Pedro Almíndez Chirino
- 1526 – Alonso de Estrada, Rodrigo de Albornoz
- 1526 – Hernán Cortés
- 1526 – Luis Ponce de León
- 1526–1527 – Marcos de Aguilar
- 1527 – Alonso de Estrada, Gonzalo de Sandoval, Luis de la Torre
- 1527–1528 – Alonso de Estrada, Luis de la Torre
- 1528–1529 – Nuño Beltrán de Guzmán, Juan Ortiz de Matienzo, Diego Delgadillo
- 1529–1531 – Juan Ortiz de Matienzo, Diego Delgadillo
- 1531–1535 – Sebastián Ramírez de Fuenleal, Vasco de Quiroga, Juan de Salmerón, Alonso de Maldonado, Francisco Ceinos

## Lista wicekrólówNowej Hiszpanii

### XVI wiek
- 1535–1550 – Don Antonio de Mendoza
- 1549–1550 – Francisco de Mendoza El Indio
- 1550–1564 – Don Luis de Velasco
- 1564–1566 – Francisco Ceinos
- 1566–1568 – Don Gastón de Peralta
- 1567–1568 – Alonso Muñoz, Dr. Luis Carrillo
- 1568 – Francisco Caniaso
- 1568–1580 – Don Martín Enríquez de Almanza
- 1580–1583 – Don Lorenzo Suárez de Mendoza
- 1584–1585 – Don Pedro Moya de Contreras
- 1585–1590 – Don Álvaro Manrique de Zúñiga
- 1590–1595 – Don Luis de Velasco
- 1595–1603 – Don Gaspar de Zúñiga y Acevedo

### XVII wiek
- 1603–1607 – Don Juan de Mendoza y Luna
- 1607–1611 – Don Luis de Velasco
- 1611–1612 – Don García Guerra
- 1612–1621 – Don Diego Fernández de Córdoba
- 1621–1624 – Don Diego Carrillo de Mendoza y Pimentel
- 1624–1635 – Don Rodrigo Pacheco y Osorio
- 1635–1640 – Don Lope Díez de Armendáriz
- 1640–1642 – Don Diego López Pacheco Cabrera y Bobadilla
- 1642 – Don Juan de Palafox y Mendoza
- 1642–1648 – Don García Sarmiento de Sotomayor
- 1648–1649 – Don Marcos de Torres y Rueda
- 1650–1653 – Don Luis Enríquez de Guzmán
- 1653–1660 – Don Francisco Fernández de la Cueva
- 1660–1664 – Don Juan de Leyva de la Cerda
- 1664 – Don Diego Osorio de Escobar y Llamas
- 1664–1673 – Don Antonio Sebastián de Toledo
- 1673 – Don Pedro Nuño Colón de Portugal
- 1673–1680 – Don Payo Enríquez de Rivera
- 1680–1686 – Don Tomás Antonio de la Cerda y Aragón
- 1686–1688 – Don Melchor Portocarrero y Lasso de la Vega
- 1688–1696 – Don Gaspar de la Cerda Sandoval Silva y Mendoza
- 1696 – Don Juan Ortega y Montañés
- 1696–1701 – Don José Sarmiento y Valladares

### XVIII wiek
- 1701–1702 – Don Juan Ortega y Montañés
- 1702–1711 – Don Francisco Fernández de la Cueva Enríquez
- 1711–1716 – Don Fernando de Alencastre Noroña y Silva
- 1716–1722 – Don Baltasar de Zúñiga
- 1722–1734 – Don Juan de Acuña
- 1734–1740 – Don Juan Antonio de Vizarrón y Eguiarreta
- 1740–1741 – Don Pedro de Castro y Figueroa
- 1741–1742 – Don Pedro Malo de Villavicencio
- 1742–1746 – Don Pedro Cebrián y Augustín, hrabia Fuenclara
- 1746–1755 – Don Juan Francisco de Güemes y Horcasitas, 1. hrabia Revillagigedo
- 1755–1760 – Don Agustín de Ahumada y Villalón
- 1760 – Don Francisco Cajigal de la Vega
- 1760–1766 – Don Joaquín de Montserrat
- 1766–1771 – Don Carlos Francisco de Croix
- 1771–1779 – Don Antonio María de Bucareli y Ursúa
- 1779 – Don Francisco Romá y Rosell
- 1779–1783 – Don Martín de Mayorga
- 1783–1784 – Don Matías de Gálvez y Gallardo
- 1784–1785 – Don Vicente de Herrera y Rivero
- 1785–1786 – Don Bernardo de Gálvez y Madrid
- 1786–1787 – Don Eusebio Sánchez Pareja y Beleño
- 1787 – Don Alonso Núñez de Haro y Peralta
- 1787–1789 – Don Manuel Antonio Flores
- 1789–1794 – Don Juan Vicente de Güemes Padilla Horcasitas y Aguayo, 2. hrabia Revillagigedo
- 1794–1798 – Don Miguel de la Grúa Talamanca y Branciforte
- 1798–1800 – Don Miguel José de Azanza

### XIX wiek
- 1800–1803 – Don Félix Berenguer de Marquina
- 1803–1808 – Don José de Iturrigaray
- 1808–1809 – Don Pedro de Garibay
- 1809–1810 – Don Francisco Javier de Lizana y Beaumont
- 1810 – Don Pedro Catani
- 1810–1813 – Don Francisco Javier Venegas
- 1813–1816 – Don Félix María Calleja del Rey
- 1816–1821 – Don Juan Ruiz de Apodaca
- 1821 – Don Francisco Novella Azabal Pérez y Sicardo (tymczasowo)
- 1821 – Don Juan O'Donojú